# Сакаи, Томоюки
Томоюки Сакаи (яп. 酒井 友之 Сакаи Томоюки, род. 29 июня 1979, Мисато, Сайтама) — японский футболист.

## Карьера
На протяжении своей футбольной карьеры выступал за клубы «ДЖЕФ Юнайтед Итихара», «Нагоя Грампус Эйт», «Урава Ред Даймондс», «Виссел Кобе», «Фудзиэда МИФК».

## Национальная сборная
В 2000 году сыграл за национальную сборную Японии 1 матч.

## Статистика за сборную
| Сборная Японии | Сборная Японии | Сборная Японии |
| Год            | Матчи          | Голы           |
| -------------- | -------------- | -------------- |
| 2000           | 1              | 0              |
| Итого          | 1              | 0              |

## Достижения

### Командные
- Джей-лиги: 2006
- Кубок Императора: 2005, 2006